# Champfleury
Jules François Félix Husson (17. září 1821 Laon – 6. prosince 1889 Sèvres), tvořící pod pseudonymem Champfleury, někdy také Jules Fleury, byl francouzský spisovatel, žurnalista a výtvarný, literární a hudební kritik. Psal převážně romány a eseje. Více než svým uměleckým dílem se proslavil jako teoretik a propagátor myšlenek literárního realismu.

## Život a dílo
Champfleury se narodil 17. září 1821 jako Jules François Félix Husson v pikardském Laonu v maloměstských poměrech. Jeho otec Pierre-Antoine-Frederic Husson, řečený Fleury, pocházel z pekařské rodiny a byl městským úředníkem.

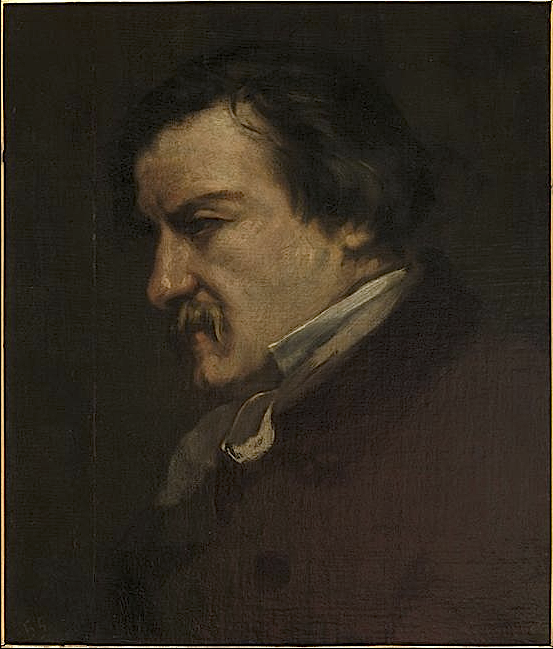
Champfleurův portrét (1854) od Gustava Courbeta, „obludná mazanice“

Od mládí se Husson zajímal o malířství, literaturu a hudbu. Zejména hudba pro něj byla od počátku důležitá: dokázal hrát na klavír i žestě, v orchestru laonského divadla měl pozici violoncellisty a zpíval v kostelním sboru. Během života v Paříži hrál několikrát týdně ve smyčcovém kvartetu. Měl v oblibě Josepha Haydna, stal se jedním z prvních obdivovatelů Richarda Wagnera ve Francii a v jeho povídkách a románech často vystupovali hudebníci.
Ve 22 letech, v roce 1843, přišel do Paříže a zhlédl představení v Théâtre des Funambules. Byl okouzlen výkonem Jeana Gasparda Deburaua, tehdy předního evropského mima. Později živě popsal umělcovu smrt, k níž došlo v roce 1846. Pro Duberauovy nástupce (jeho syna Charlese a mima Paula Legranda) začal psát pantomimy, první z nich byl Pierot, služebník smrti (Pierrot, valet de la mort, 1846).
Kromě tvorby pantomimických her Husset spolupracoval s Charlesem Baudelairem na časopisu Le Corsaire-Satan, byl také členem redakce žurnálu L'Artiste a zapojoval se do bohémského života. Již kolem roku 1845 přijal pseudonymem Champfleury. Od roku 1850 začal ve svých článcích používat v souvislosti s malířem Gustavem Courbetem a jeho díly pojem realismus. V roce 1853 uveřejnil otevřený dopis pro George Sandovou, aby kritizovaného malíře hájil.
Krátce poté však vztah kritika a malíře začal upadat. Champfleur nebyl spokojen s tím, jak jej Courbet vyobrazil na portrétu (1854) a v dopise Maxu Buchonovi napsal: „Byl jsem zaražen svým portrétem, vypadám na něm jako generál jezuitů... ta mazanice je obludná!“ Courbet ještě kritika zachytil jako jednu z postav na svém obraze Ateliér (1855), posléze však Champfleury Courbeta kritizoval stále častěji a někdejší spojenci se rozkmotřili.

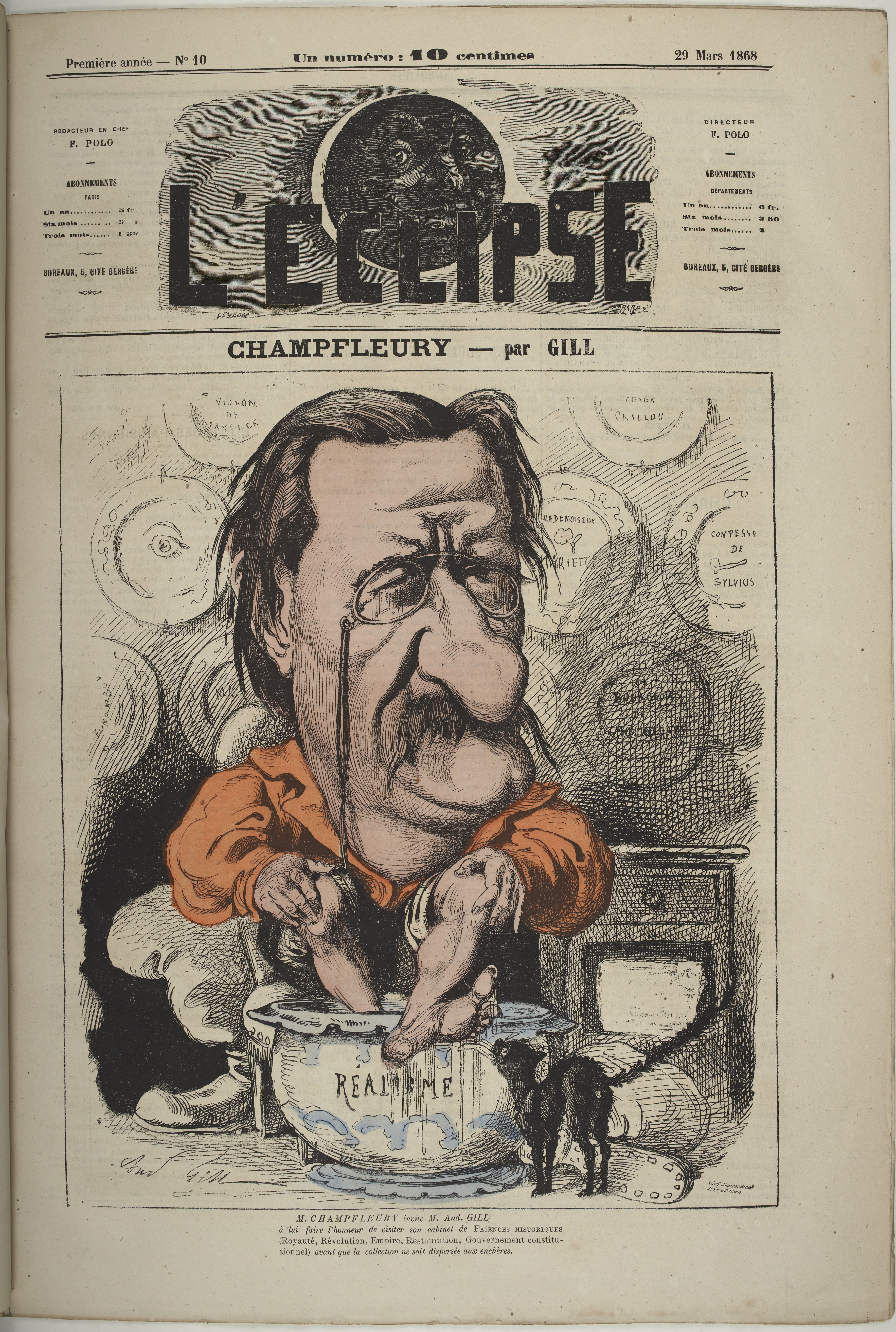
Champfleurova karikatura (1868) v časopise L’Éclipse

Od konce roku 1856 do května 1857 vydával Champfleury časopis Gazette de Champfleury. V roce 1857 publikoval společně s Louisem Edmondem Durantym významný manifest Realismus (La Réalisme). V tomto programovém prohlášení, jež je víceméně shrnutím Champfleuryho kritik a předmluv, odmítají jeho autoři všechny dosavadní podoby francouzské románové tvorby, s výjimkou balzacovského románu. Zároveň stanovují, jak by měla vypadat budoucí realistická tvorba. Hlavní pozornost se má soustředit na lidové vrstvy.
Champfleury se podle vlastního návodu průběžně pokoušel sám psát, avšak bez většího vlivu na literaturu. Ke známějším dílům patří Dobrodružství slečny Mariette (Aventures de Mlle Mariette, 1853) a Měšťané molinchartští (Bourgeois de Molinchar, 1855). Tony Williams nazývá Měšťany molinchartské naprostým fiaskem, obzvláště ve srovnání s Flaubertovou Paní Bovaryovou, která vyšla o necelé dva roky později a pracovala s podobným tématem, ženskou nevěrou. Zatímco u Champfleuryho je andělsky nevinná hrdinka jménem Louise Creton du Coche obětí intrik, u Emmy Bovaryové jsou motivace složitější a vyrůstají z její životní nespokojenosti. Sám Flaubert Měšťany molinchartské znal a prohlásil: „Paní Bovaryovou jsem napsal, abych potrápil Champfleuryho. Chtěl jsem ukázat, že měšťácké trapnosti a citové plytkosti snesou vytříbený jazyk.“ Dobovou kritikou byl však Champfleury vnímán jako lepší romanopisec než Flaubert.
V roce 1861 vydal Champfleury knihu Velké osobnosti včera a dnes (Grandes Figures D'Hier Et D'Aujourd'hui), soubor esejí věnovaných čtyřem tvůrcům z rozdílných oblastí umění: Honoré de Balzacovi, Gérardu de Nervalovi, Richardu Wagnerovi a Gustavu Courbetovi. Ve 46 letech se oženil s Marií Pierretovou, kmotřenkou a někdejší dětskou modelkou malíře Delacroixe. Svědkem na svatbě, která se konala roku 1867, byl malíř Édouard Manet, Champfleuryho přítel. V roce 1872 byl Champfleury jmenován kurátorem sbírek muzea keramiky v Sèvres a roku 1882 publikoval rozsáhlou bibliografii na téma keramického umění.
Závěr Champfleuryho života byl nicméně poznamenán tragédiemi. 26. července 1874 jeho šestiletý syn Edouard nešťastnou náhodou zapálil šaty své dvouleté sestry Elisabeth, když si v nepřítomnosti rodičů hráli se sirkami. Champfleuryho manželka Marie se přes smrt malé dcery nedokázala přenést a zemřela krátce poté, v roce 1876. Edouard byl postižen demencí a vyžadoval otcovu péči. Champfleury navzdory nepříznivému osudu pokračoval v práci pro muzeum. Zemřel 6. prosince 1889 následkem chřipky.